# Swissperform

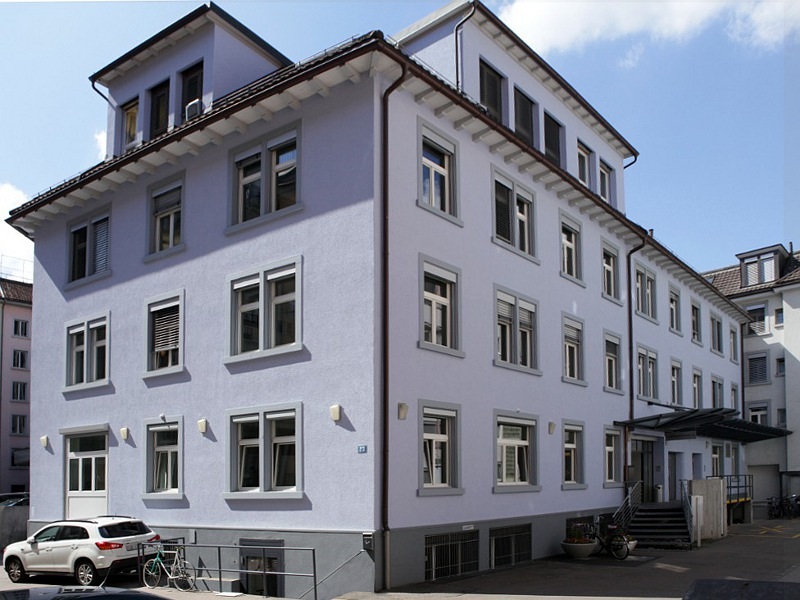
Sitz an der Kasernenstrasse 23 in Zürich

Swissperform (Eigenschreibweise SWISSPERFORM) ist die Schweizerische Gesellschaft für die Leistungsschutzrechte in der Schweiz und in Liechtenstein.

## Tätigkeit
Swissperform ist eine unter staatlicher Aufsicht stehende Verwertungsgesellschaft für die Leistungsschutzrechte (auch verwandte Schutzrechte oder Nachbarrechte genannt) in der Schweiz und im Fürstentum Liechtenstein. Sie stützt sich für ihre Tätigkeit auf eine Bewilligung des Instituts für Geistiges Eigentum (IGE) beziehungsweise auf eine Konzession der liechtensteinischen Regierung. Swissperform verwertet Rechte von Musikern, Schauspielern, Musik- und Filmproduktionsfirmen und von Sendeunternehmen, soweit diese nicht von den Berechtigten selbst wahrgenommen werden. Die Gesellschaft handelt mit den Nutzern und ihren Verbänden Tarife aus und sorgt dafür, dass die entsprechenden Gelder eingezogen und an die Berechtigten verteilt werden. Swissperform arbeitet mit den anderen schweizerischen Verwertungsgesellschaften zusammen.

## Mitglieder und Berechtigte
Berechtigt für eine Vergütung von Swissperform sind Ausübende (Interpreten) und Produzierende (von Ton- und Tonbildträgern) mit Schweizer Wohnsitz. Im Ausland ansässige Ausübende und Produzierende können in Genuss von Vergütungen kommen, falls sie gewisse Voraussetzungen erfüllen. Auch die Sendeunternehmen sind als Inhaber von Leistungsschutzrechten an einem Anteil der Vergütungen berechtigt (z. B. Weitersendeeinnahmen).
Rund 25'000 Mitglieder sind (2023) Mitglied bei Swissperform.

## Aufsichtsbehörde
Das Eidgenössische Institut für Geistiges Eigentum (IGE) übt die Aufsicht über die Verwaltung der in der Schweiz tätigen Verwertungsgesellschaften aus. Es prüft und genehmigt den jährlichen Jahresbericht von Swissperform.
Das IGE führt jedes Frühjahr ein Treffen mit den Verwertungsgesellschaften durch. Dabei werden diese über die Tätigkeit des IGE informiert und Fragen zur Verwertung der Urheberrechte und der verwandten Schutzrechte erörtert.

## Gesetzliche Ausgangslage
Neben den Werken von Urhebern schützt das schweizerische Urheberrechtsgesetz auch die Leistungen von Interpreten (im Phono- wie auch im Audiovisionsbereich), Phonogramm- und Audiovisionsproduzierenden und Sendeunternehmen. Die Rechte dieser Berechtigtengruppen werden Nachbarrechte, verwandte Schutzrechte oder Leistungsschutzrechte (LSR) genannt. Leistungsschutzrechte gibt es international in allen Staaten, die das Internationale Abkommen über den Schutz der ausübenden Künstler, der Hersteller von Tonträgern und der Sendeunternehmen (auch genannt Rom-Abkommen) oder den WIPO-Vertrag über Darbietungen und Tonträger (WPPT) ratifiziert haben.

## Geschichte
Am 1. Juli 1993 ist das revidierte schweizerische Urheberrechtsgesetz, das erstmals Rechte für die ausübenden Künstler, Phonogramm- und Audiovisionsproduzierenden und Sendeunternehmen vorsieht, in Kraft getreten. Das Gesetz bestimmt, dass für die kollektiv wahrzunehmenden verwandten Schutzrechte nur eine Gesellschaft zuständig sein soll (vgl. Art. 42 Abs. 2 URG).
Die Schweizerische Interpretengesellschaft SIG (heute Schweizerische Interpretengenossenschaft), IFPI Schweiz, der schweizerische Verband für Spiel- und Dokumentarfilmproduktion (heute Swiss Film Producer’s Association), der schweizerische Verband für Auftragsfilm und Audiovision (heute Swissfilm Association), IFPI-Video und die Schweizerische Radio- und Fernsehgesellschaft SRG SSR gründeten gemeinsam Swissperform als die Verwertungsgesellschaft für die verwandten Schutzrechte in der Form eines Vereins.
Dem ersten Vorstand gehörten Karl Knobloch (Präsident), André Amsler (Vizepräsident), Ernst Brem, Hans-Joachim Frick, Polo Hofer (vertreten durch Karl Zbinden), Heinz Marti, Marianne Sonder Stauffer, Jack Dimenstein, Ossi Drechsler, Willi Egloff, Wadek Glowacz, Peter Vosseler, Dominique Diserens, Anna Mäder-Garamvölgyi und Jürg Seiberth an. Mit der Geschäftsführung wurde von 1993 bis 2009 Yvonne Burckhardt betraut. Ab 2009 bis 2011 wurde dieses Amt von Sabine Jones ausgeübt. Danach war Poto Wegener bis 2024 Geschäftsführer von SWISSPERFORM.
Im Jahr 1994 erzielte Swissperform die ersten Tarifeinnahmen. Das von den Fachgruppen erarbeitete Verteilreglement wurde von der Aufsichtsbehörde, dem IGE, genehmigt. 1997 verteilte Swissperform dann zum ersten Mal Vergütungen an die Berechtigen. Im Laufe der Zeit wurde das Verteilsystem für die ausübenden Künstler von einer Verteilung, die auf dem Honorar für die Produktion von Ton- oder Tonbildträgern und Sendungen basierte, auf eine nutzungsbezogene Verteilung umgestellt. Dies brachte eine wesentliche Erhöhung der Anzahl Künstler, an welche Vergütungen entrichtet werden konnten. An einer ausserordentlichen Delegiertenversammlung wurde 2009 eine vom Vorstand vorbereitete grössere Statutenrevision genehmigt. Es erfolgte die Abschaffung der Verbandsmitgliedschaft, zwei zusätzliche Personen kamen zum Vorstand hinzu und Vorstand und Fachgruppen wurden personell näher miteinander verflochten. 
November 2020: Das Verteilsystem der Produzierenden Phono wurde auf ein gemischtes, sowohl nutzungsbezogenes (nach Radio-Airplay) als auch umsatzbezogenes System umgestellt. Dadurch besteht  die Möglichkeit, Gegenseitigkeitsverträge mit ausländischen Schwestergesellschaften abzuschliessen, die den gegenseitigen Vergütungsaustausch vorsehen. Ab 2021 initiierte Swissperform eine Betriebsanalyse um den Verein zu modernisieren. Es wurde ein Leitbild für den Betrieb erstellt, Mission, Vision und  die Grundwerte definiert. Drei Grundsätze wurden festgelegt: Denkart als Dienstleister, Betriebswirtschaftliche Orientierung und Digital first. Darauf basierend wurden Ziele und auf deren Basis Massnahmen definiert, die in den nächsten Jahren umgesetzt werden sollen. 
Ab 2023 fanden Überprüfungen der Struktur von Swissperform statt. Im Zentrum stand eine Vorlage einer Gremienreform, diese bezweckte eine Professionalisierung der Gremienstruktur, um den gestiegenen Anforderungen an den Verein gerecht zu werden. Die Delegierten sprachen sich am 19. Juni 2024 für die Vorstands-Variante «5plus» aus. Die für die Umsetzung notwendigen Vorstands- und Präsidiumwahlen wurden anlässlich der ausserordentlichen Delegiertenversammlung vom 23. Oktober 2024 durchgeführt. Das Gremium, das ab 1. Januar 2025 offiziell tätig ist, besteht aus dem Präsidium (eine Person), fünf Vorstandsmitgliedern (Fachgruppenvertretungen im Vorstand), max. zwei unabhängigen Vertretungen (keiner Fachgruppe angehörend) und fünf Stellvertretungen des Vorstands. 

## Organe
- Die Delegiertenversammlung ist das oberste Organ von Swissperform, sie besteht aus 50 Delegierten (20 Ausübende, 20 Produzierende, 10 Vertreter der Sendeunternehmen).
- Der Vorstand wird von der Delegiertenversammlung gewählt und kümmert sich um die Verwaltung (strategische Ziele usw.) von Swissperform. Er besteht aus insgesamt fünf bis sieben Mitgliedern.
- Die Fachgruppen sind für die Verteilung der Einnahmen von Swissperform innerhalb der einzelnen Berechtigtengruppen, resp. das Verteilreglement, zuständig.

## Nationale Kooperation
Swissperform arbeitet eng mit den Verwertungsgesellschaften SUISA, SUISSIMAGE, SSA und ProLitteris, welche die Rechte der Urheber vertreten, zusammen.
Die Zusammenarbeit bezieht sich insbesondere auf das Aufstellen gemeinsamer Tarife in gleichen Nutzungsbereichen, den Einzug der Vergütungen d. h. das Inkasso (Verhandeln von gemeinsamen Tarifen mit den Nutzerorganisationen), die Verteilung der Vergütungen, gemeinsame PR-Aktionen, z. B. Schulkampagne «respect ©opyright!» und den gemeinsamen Internetauftritt der Verwertungsgesellschaften.
Die Urheberrechtsgesellschaften SUISA, Suissimage, ProLitteris und SSA nehmen Urheberrechte wahr. Übt eine Person verschiedene Funktionen aus (z. B. Urheber, Produzent, Interpret), sind verschiedene Gesellschaften zuständig und die Person muss entsprechend bei verschiedenen Gesellschaften Mitglied werden.
SWISSPERFORM kooperiert auch mit mehreren Verbänden von Rechteinhabern. So hat Swissperform gewisse Verteilungen an IFPI Schweiz (Tonträgerhersteller) und Interpretengenossenschaft SIG delegiert.

## Internationale Kooperation
Kooperation
Swissperform ist Mitglied der Dachorganisationen SCAPR, AEPO-ARTIS und IPDA. Die Ansprüche ausländischer Berechtigter werden in erster Linie über Gegenseitigkeitsverträge oder einseitige Wahrnehmungsverträge mit ausländischen Verwertungsgesellschaften, die die Berechtigten vertreten, geregelt. Wenn solche Verträge nicht möglich sind, werden die Rechte der ausländischen Rechteinhaber im Auftragsverhältnis wahrgenommen.
Gegenseitigkeits- und Wahrnehmungsverträge mit ausländischen Schwestergesellschaften
Die meisten Rechte, die von Swissperform verwaltet werden, stehen auch ausländischen Berechtigten zu, deren Leistungen in der Schweiz genutzt werden. Deren Ansprüche werden, soweit möglich, über Gegenseitigkeitsverträge mit ausländischen Schwestergesellschaften geregelt. Ebenfalls gestützt auf Gegenseitigkeitsverträge mit ausländischen Schwestergesellschaften vertritt Swissperform ihre Mitglieder im Ausland. Wenn solche Verträge nicht möglich sind, werden die Rechte der ausländischen Berechtigten im Auftragsverhältnis, d. h. mit einem direkten Wahrnehmungsvertrag zwischen dem Berechtigten und der Verwertungsgesellschaft, wahrgenommen. Die Bedingungen für Gegenseitigkeitsverträge und Zusammenarbeitsverträge mit ausländischen Gesellschaften und für die individuelle Wahrnehmungsverträge sind im Verteilreglement von Swissperform näher umschrieben.